# Oliver Tissot

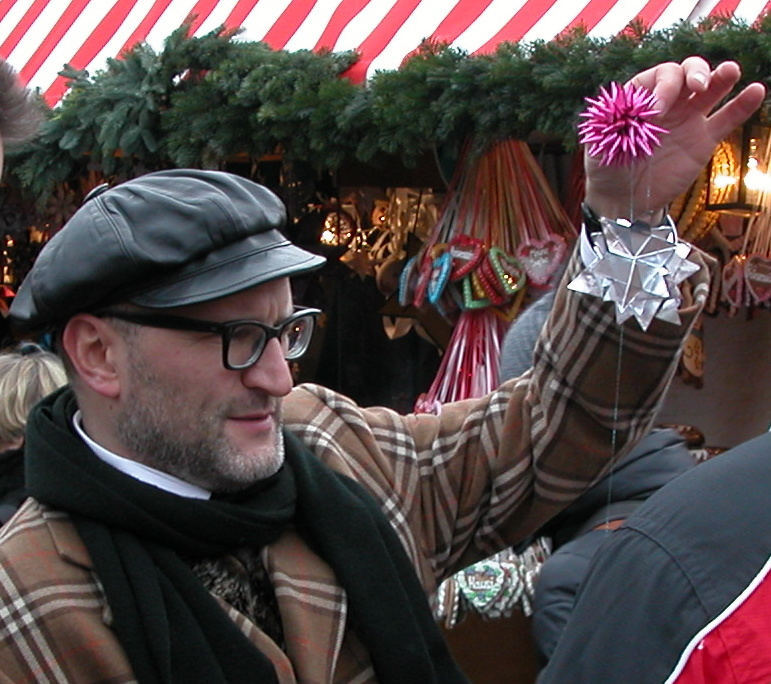
Oliver Tissot

Oliver Tissot (* 1963 in Nürnberg) ist mittelfränkischer Kabarettist, Entertainer, Moderator sowie promovierter Soziologe. Er lebt in Nürnberg-Erlenstegen.

## Leben
Oliver Tissot ist österreichischer Staatsbürger, weil sein Vater aus Oberösterreich stammt. Er besuchte in Nürnberg das Pirckheimer-Gymnasium. Anschließend studierte er Kommunikations-Design und Soziologie. Nach dem Design-Diplom, Ideenmanager-Diplom und einer Soziologie-Magisterarbeit schrieb er an der Philosophischen Fakultät der Friedrich-Alexander-Universität Erlangen-Nürnberg eine Doktorarbeit darüber, dass Humor gerade in Zeiten der Wirtschaftskrise wichtig ist. 2009 wurde er mit der Dissertation Gewinnbringendes Lachen? Humor als Humanfaktor zur Erreichung von Unternehmenszielen promoviert.
Oliver Tissot hält Seminare unter anderem zu den Themen Motivation und Kreativität. Er tritt als Kabarettist und Moderator im In- und Ausland auf. Überregional bekannt wurde er durch seine Auftritte in der TV-Sendung Fastnacht in Franken des Bayerischen Rundfunks.

## Witze-Automat

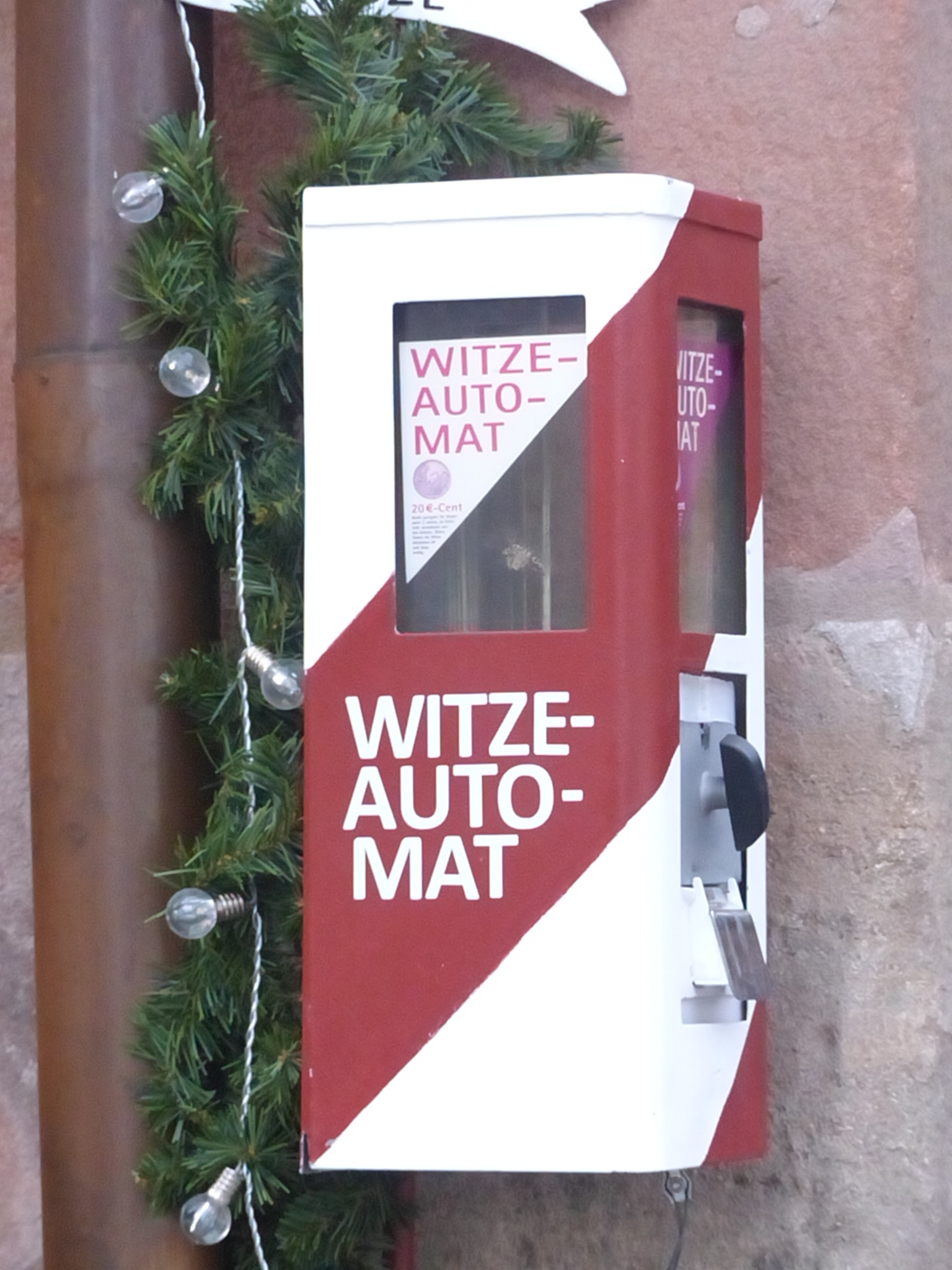
Witze-Automat

Der Witze-Automat ist ein von Tissot umgebauter Kaugummiautomat. In den Kapseln für 20 Cent steckt jeweils ein Zettel mit einem Witz oder Kalauer. Tissot ersteigerte den ehemaligen Kaugummiautomaten und kaufte sich bei einem Automatengroßhändler geeignete Plastik-Kapseln. Den Automaten habe er selbst umgebaut und rot-weiß angestrichen. Alles zusammen habe ihn 200 Euro gekostet. Der Witze-Automat hängt an der Hauswand des Kabarettisten in der Günthersbühler Straße 15 in Nürnberg (hinter dem Naturgartenbad).
An der Hausecke weist ein dreidimensional gestalteter Smiley mit der Sprechblase HAHA! auf den Automaten hin. Die 200 Witze stammen vorwiegend aus dem Internet und sind auf kleine bunte, mehrfach gefaltete Zettel mit einem lachenden Gesicht gedruckt. Die Wahrscheinlichkeit, zwei gleiche Witze zu erhalten, ist somit sehr gering. Die Schrift auf den Zetteln ist ziemlich klein gehalten. Vor Weihnachten wurde der Automat mit neuen Weihnachts- und Winterwitzen bestückt.
Der Witze-Automat erzielte ein Medienecho. Zuerst hatte der Bayerische Rundfunk am 23. Juli 2018 über den wohl weltweit ersten Automaten dieser Art berichtet. In den Folgetagen gab es dazu weitere Artikel in Zeitungen, auf Onlineportalen, in sozialen Medien und vom Frankenfernsehen. Eine Anfang Dezember verfasste dpa-Meldung wurde auch in der überregionalen Presse aufgenommen.
Am 23. April 2024 wurde der Witze-Automat gestohlen. Tissot bat um „lachdienliche Hinweise“ auf den Verbleib des Automaten und versprach, sich um Ersatz zu bemühen.

## Ehrungen
- 2015: Goldener Nürnberger Trichter der Nürnberger Trichter Karnevalsgesellschaft e. V. 1909

## Veröffentlichungen
- Oliver Tissot: Gewinnbringendes Lachen? Humor als Humanfaktor zur Erreichung von Unternehmenszielen. Dissertation. Monsenstein und Vannerdat, Münster in Westfalen 2009, ISBN 978-3-86582-853-8.